# Sel roti
Il sel roti è un pane dolce fritto a base di farina di riso, tipico della cucina nepalese, ma diffuso anche in India (tra le comunità di lingua nepalese in Darjeeling, Sikkim, Siliguri e Kalimpong) e nel Bhutan meridionale. Ha una caratteristica forma a ciambella.
Viene servito nelle principali feste religiose e ai matrimoni.

## Preparazione

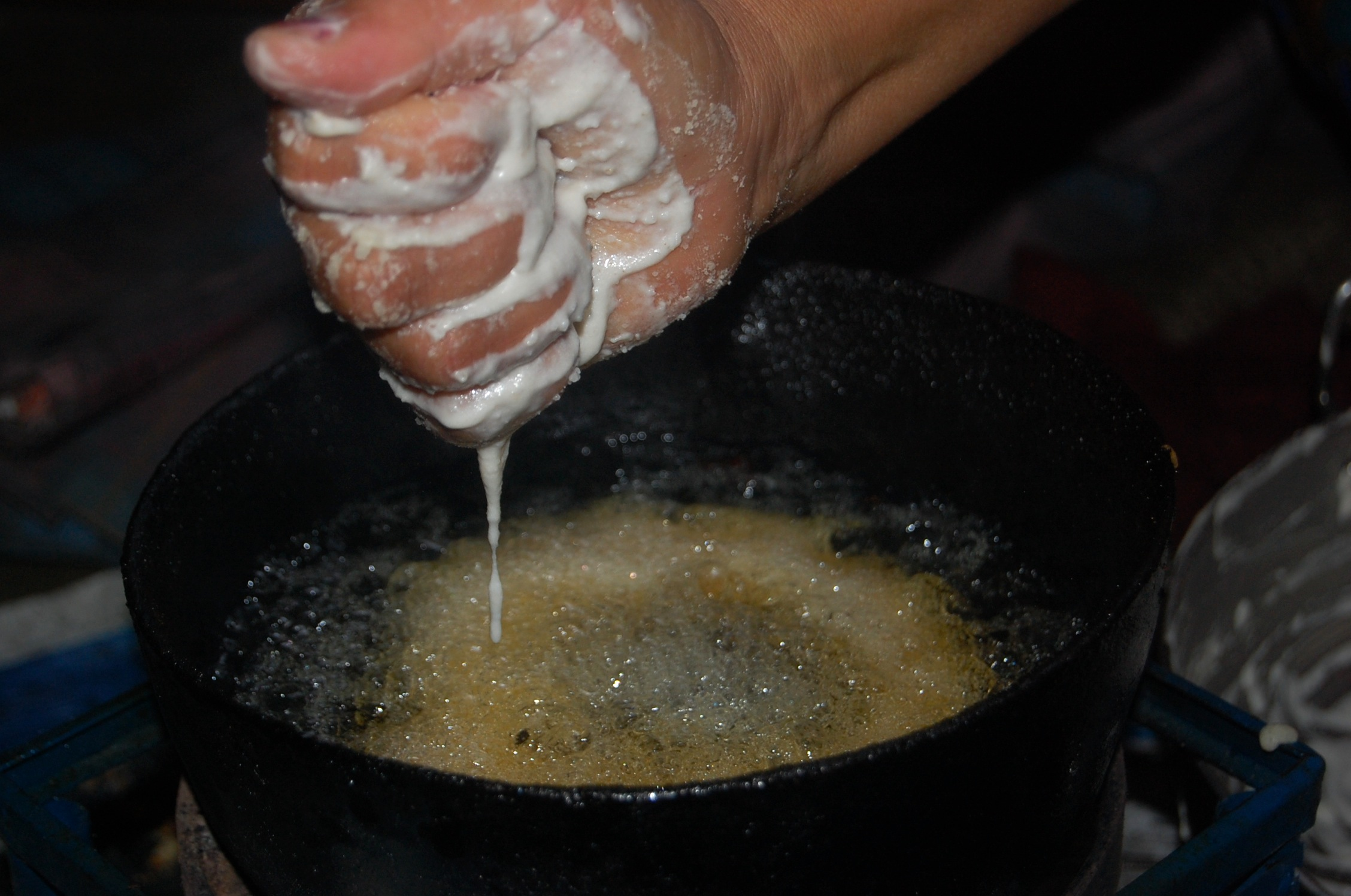
La pastella viene versata nell'olio

Il sel roti viene realizzato con una pastella con farina di riso grossolana (spesso riso macinato in casa) mescolata con acqua, ghee e zucchero. L'acqua viene talora sostituita col latte, ma il sel roti così ottenuto ha una durabilità molto minore. Spesso all'impasto vengono aggiunte spezie, in particolare cardamomo e chiodi di garofano.
La pastella viene versata, tradizionalmente con una mano, nell'olio o nel ghee caldo, dandogli la caratteristica forma ad anello.

## Note

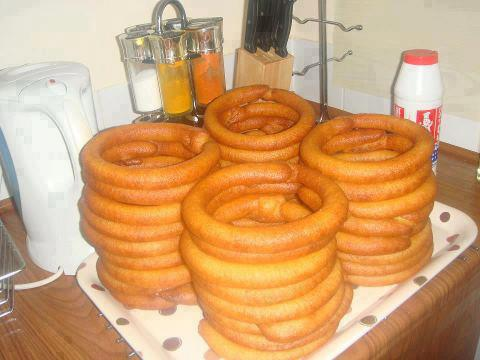
Sel roti impilati